# جيمس بيرتون
جيمس بيرتون (بالإنجليزية: James Burton)‏ (و. 1939  م) هو عازف قيثارة أمريكي، هو عضوٌ في الحزب الجمهوري.

## جوائز
حصل على جوائز منها:
- Keats-Shelley Prize for Poetry [الإنجليزية]‏ (1999).

## وصلات خارجية
- جيمس بيرتون على موقع IMDb (الإنجليزية)
- جيمس بيرتون على موقع ميوزك برينز (الإنجليزية)
- جيمس بيرتون على موقع رولينغ ستون (الإنجليزية)
- جيمس بيرتون على موقع أول ميوزيك (الإنجليزية)
- جيمس بيرتون على موقع ديسكوغز (الإنجليزية)
- جيمس بيرتون على موقع قاعدة بيانات الفيلم (الإنجليزية)

- جيمس بيرتون في قاعدة بيانات الأفلام على الإنترنت